# Saint-Avit, Charente

Saint-Avit este o comună în departamentul Charente, Franța. În 1 ianuarie 2022 avea o populație de 219 de locuitori.